# Wolfhard Schlosser
Wolfhard Schlosser (* 21. Juni 1940 in Breslau; † 14. Juli 2022 in Bochum) war ein deutscher Astronom und Autor.

## Leben
Schlosser studierte Physik, Mathematik, Astronomie und Geophysik an der Universität Hamburg und wurde im Jahre 1966 promoviert. Ab 1969 war Schlosser an der Ruhr-Universität Bochum beschäftigt und habilitierte sich dort 1973. Im Jahr 2005 wurde er emeritiert.
Schlosser war im Beirat des Gründungsausschusses der Deutschen Südpolstation. Er war Projektleiter und Mitglied des wissenschaftlichen Beirats der Zweiten Deutschen Spacelab-Mission und ESA-Beauftragter für die Internationale Raumstation (ISS). Als Astronom war er an wissenschaftlichen Untersuchungen der Himmelsscheibe von Nebra beteiligt. Ferner war Schlosser Mitbegründer der Société Européene pour l’Astronomie dans la Culture (SEAC), einer Gesellschaft für Archäoastronomie.
Am 30. März 2010 wurde ein Asteroid nach ihm benannt: (58896) Schlosser.

## Veröffentlichungen (Auswahl)
- mit Theodor Schmidt-Kaler, Walter Hünecke: Atlas der Milchstraße. Astronomisches Institut Ruhr-Universität, Bochum 1974.
- mit Jan Cierny: Sterne und Steine. Eine praktische Astronomie der Vorzeit. Wissenschaftliche Buchgesellschaft, Darmstadt 1996, ISBN 3-534-11637-2.